# La Casa Antiga (Lleida)
La Casa Antiga, o Les Cases Antigues (ambdues formes són documentades) és el nom amb què els hospitalers de Lleida designaren la seva comanda primitiva de la ciutat, quan, l'any 1318, reberen la casa templera de Gardeny que, a partir d'aleshores, seria la «nova» comanda hospitalera de Lleida.
La Casa Antiga de Sant Joan de l'Hospital de Lleida, fou construïda als terrenys que, l'any 1150, va rebre l'Orde de l'Hospital de Sant Joan vora el portal de Corbins. Actualment, no en queda res d'aquells edificis i el lloc se sol localitzar en el sector de la parròquia de Sant Pau, més o menys on avui hi ha el carrer de la Democràcia i la plaça de Ramon Berenguer IV.

## Història
És molt poca la documentació coneguda (cal cercar-la en l'obra de Miret i Sans i en les referències que proporcionen les visites priorals de l'època moderna de l'Arxiu de Gran Priorat de Catalunya, avui a l'ACA). Després de la conquesta de Lleida, els ordes del Temple i de l'Hospital van rebre importants beneficis a la ciutat i al seu terme. Tot i que un i altre els rebien per la renúncia al testament d'Alfons el Bataller d'Aragó i per haver participat militarment en la conquesta, el patrimoni que va anar a parar a mans de l'Hospital fou força menys important que el de l'Orde del Temple. Miret, comentant la campanya de Lleida, diu: «los templers concorregueren a esta nova expedició, cosa que no podem assegurar respecte dels hospitalers». Podria justificar això, la menor dotació en el repartiment? El cert és que després de 1150 l'Hospital va anar rebent honors a Lleida, fins al punt d'haver-hi d'organitzar una comanda per administrar-los, la qual, tanmateix, no va arribar a tenir mai la importància que adquirí la casa templera de Gardeny.
La primera notícia que es refereix a la formació del patrimoni hospitaler a Lleida és un document de 1150 que esmenta la donació que el comte de Barcelona feu a un cavaller anomenat Guillem d'Obilot, qui, en el mateix moment, traspassà la donació a l'Hospital de Jerusalem. Malgrat tot, la comanda no sembla que fos constituïda —ni la casa construïda—, fins uns vint-i-cinc anys més tard. Això, si més no, es pot inferir d'una sèrie de donacions fetes als hospitalers de Lleida entre 1150 i 1175. Aquests beneficis no els rebia en cap cas un comanador, sinó simples frares o l'Orde en sentit genèric. Per exemple, l'any 1166, el comte d'Urgell confirmà al castellà d'Amposta la donació d'Obilot; diversos frares acceptaren, l'any 1170, drets sobre un jueu i un sarraí; el 1171 el rei cedí el castell de Ratera a l'Hospital. És versemblant, per tant, que a final de la dècada dels setanta tingués lloc la constitució de la comanda i es bastís el convent de Lleida, conegut amb el nom de la Casa Antiga, en els terrenys que l'Orde posseïa vora la porta de Corbins. La documentació sobre un primer comanador de la casa, la dona també Miret; es tracta d'un document, de 1175, signat per Pelegrini comendatoris domus Ilerde. A partir d'aleshores, i fins a començament del segle xiii, va tenir lloc l'etapa de major creixement de la casa, gràcies a deixes testamentàries, donacions i operacions de compravenda. El patrimoni adquirit (cases, obradors solars, molins, terres de conreu...) era situat a la ciutat, al seu terme i per tot el territori del Segrià.
És també Miret qui aporta referències d'aquest creixement:
el 1187, una senyora lliura a l'Orde, en mà del castellà d'Amposta i del preceptor de Lleida, una hisenda al terme d'Aitona; l'any següent, els mateixos caps donen una vinya a un pagès al terme de Lleida; l'any 1193, reben un vassall de Preixens; l'any següent, el castellà d'Amposta i comanador de Lleida estableixen un tros de terra a un pagès. Tots són documents que il·lustren perfectament com anava el procés de creixement del patrimoni d'una casa, i com aquesta n'organitzava l'explotació.
Els hospitalers de Lleida incrementaren enormement el patrimoni en heretar, l'any 1317, tot allò que havia estat de l'Orde del Temple. Foren tan quantiosos els béns que els pervingueren, que l'Orde, en estructurar l'any 1319 el Gran Priorat de Catalunya, decidí mantenir Gardeny com a comanda. A partir d'aleshores, a Lleida hi va haver dues comandes hospitaleres. En principi, sembla que cada comanda hauria d'haver seguit administrant les seves dependències, com ho havia fet abans: Gardeny les del Temple i la Casa Antiga les de l'Hospital, però no devia ser tan senzill, i ara resulta molt difícil, per no dir impossible, d'aclarir els dominis que cadascuna administrava.
La incorporació dels béns del Temple comportà molts problemes organitzatius als hospitalers. Per aquest motiu, l'any 1345, en el capítol provincial celebrat a l'Espluga de Francolí, el comanador de la Casa Antiga i el de Vilafranca foren anomenats procuradors per anar a Rodes a tractar amb el gran mestre de l'estat especial de l'Orde a Catalunya. Normalment, aquests capítols provincials se celebraven a l'Espluga (la situació geogràfica i l'amplitud de les sales del castell així ho devien aconsellar), però alguna vegada es van fer a Lleida i en altres llocs. L'any 1377, fra Guillem de Guimerà, aleshores lloctinent del mestre provincial, convocà capítol a la Casa Antiga de Lleida.
Les rendes de la Casa Antiga, després de l'annexió dels béns del Temple, eren de 600 lliures, força més petites que les de Gardeny, que eren de 1.500. La proporció seguia essent la mateixa a mitjan segle xv: en un repartiment que es feu per subvenir les necessitats de Rodes a la Casa Antiga li correspongué pagar 316 sous i 4 diners, i a Gardeny 950 sous.
En arribar el segle xvi, les dues cases hospitaleres de Lleida, la Casa Antiga i Gardeny, juntament amb Corbins i Barberà, van passar a formar les «Quatre Cambres Priorals» amb què fou dotat el gran prior de Catalunya. La Casa Antiga administrava aleshores Artesa de Lleida, Rosselló de Segrià, Vensilló, la Novella (les Novelles), l'Escarabat (Avui partida del terme del Palau d'Anglesola), les Tarroges (Bellvís), el Pedrís, les Ventoses, la Guàrdia d'Urgell, l'Espígol (Tornabous) i Merlet (Palau d'Anglesola).

## Arquitectura
L'any 1659 la casa de la comanda estava pràcticament enderrocada: la «trobaren tota de sol en terra que solament si conexen los funaments». L'església a causa «de les guerres presents del Principat de Catalunya està del tot spallada y aquella spallaren los francesos». Explica seguidament que el prior de Catalunya hi posava capellà que li deien «senyor prior de la Casa Antiga», el qual tenia obligació de prendre l'«hàbit y Creu de la Sagrada Religió».
Aquesta casa i església, que fou destruïda durant la Guerra dels Segadors, també es pot veure representada en el magnífic dibuix panoràmic que realitzà el neerlandès A. van den Wijngaerde l'any 1563. En primer terme s'aprecia la fàbrica d'una església d'una sola nau amb cinc contraforts que dividien l'interior en quatre trams. Entre els contraforts hi ha finestrals i al lateral oposat s'endevina un campanar de cadireta. Al costat de llevant, a una certa distància, hi ha un altre edifici que podria ser la casa o casals de molins que explotaven els hospitalers.
El segle xviii el gran prior Manuel de Montoliu la feu reconstruir. S'han localitzat àpoques del mestre de cases i del fuster que realitzaren les obres. El mestre de cases era un tal Francesc Anglès, de Lleida; signà el document el 13 de juny de 1773 per import de 689 lliures, 14 sous i 1 diner per les obres de construcció i fàbrica d'una casa «en les ruïnes y sols de la camara prioral dita la Casa Antiga, extra y prop los murs de la ciutat de Lleida». L'edifici feia «57 pams i mig de frontis, per 37 pams i quart de ample o fons». El fuster, Andreu Toneu de Lleida cobrà 285 lliures, 1 sou i 6 diners. Prim Bertran diu que aquest edifici tenia una gran entrada, porxos i portals, i finestres de pedra picada.
Segons fonts orals, durant els anys cinquanta foren arrasats diversos elements arquitectònics (estructures amb arcs diafragma) que quedaven en peu de l'antic edifici.

Imatges sobre les comandes del Temple i l'Hospital
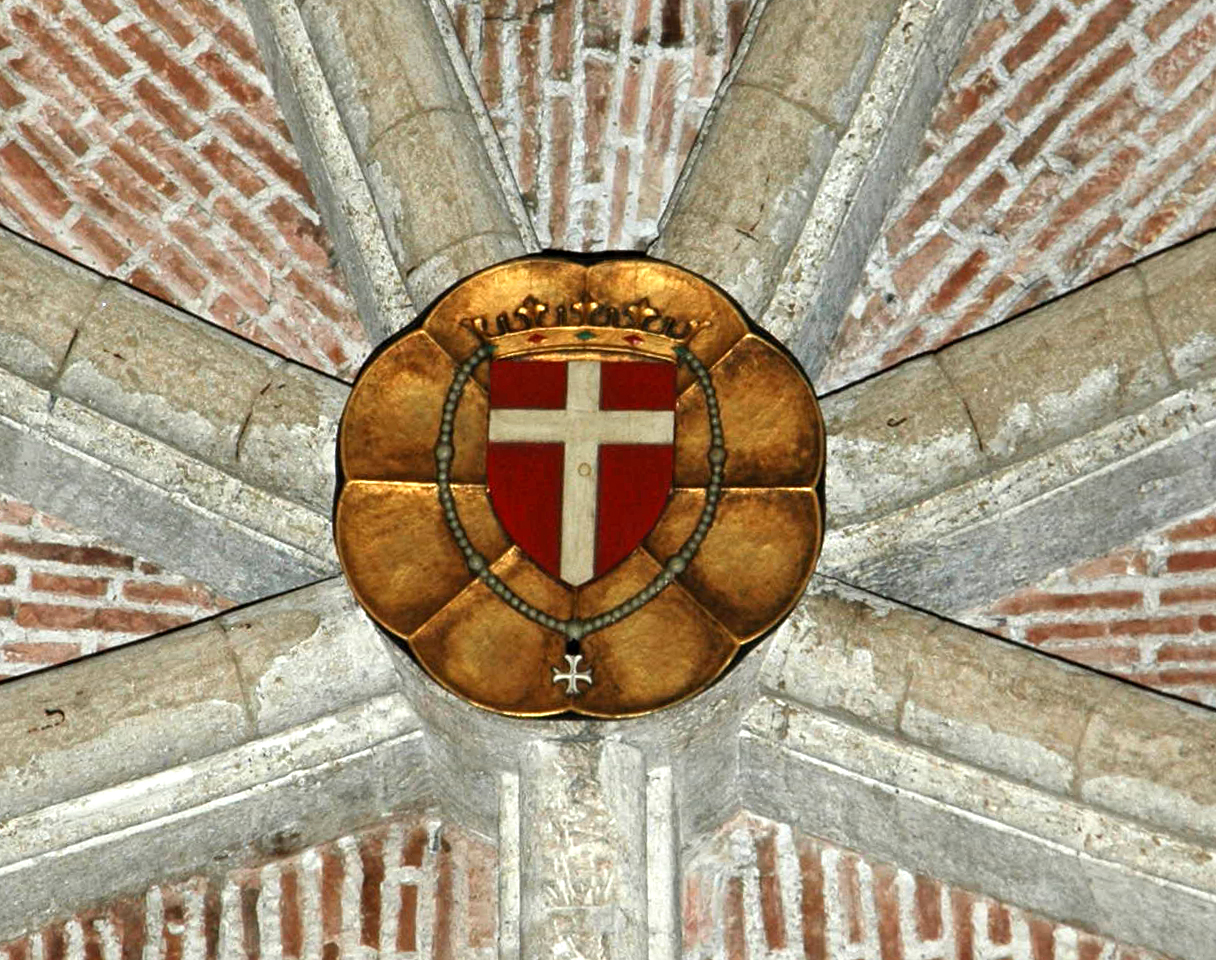
Clau de volta de l'església de Sant Joan de l'Hospital de València (segle xiii).
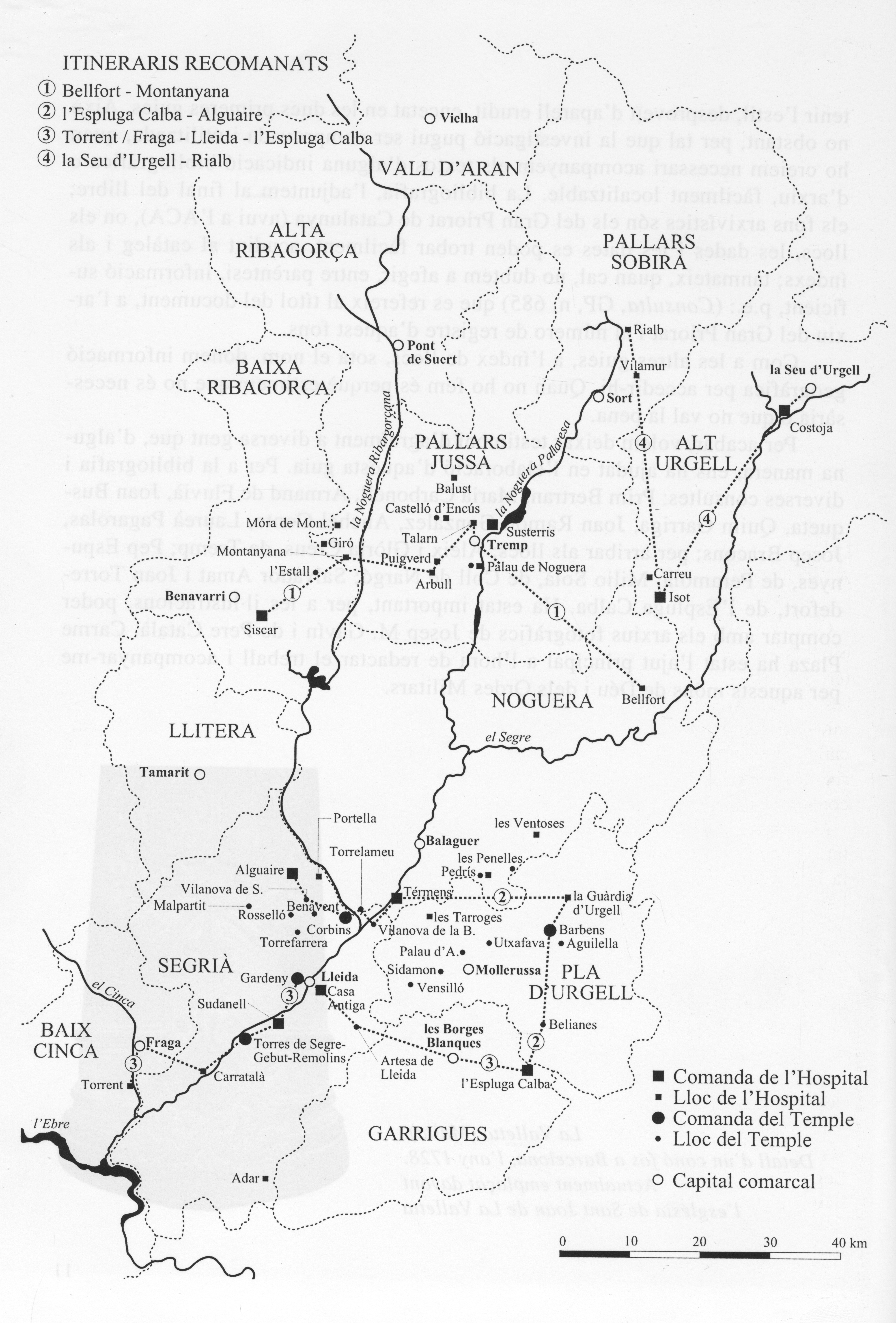
Comandes del Temple i l'Hospital (i les seves possessions) a les Terres de Ponent.
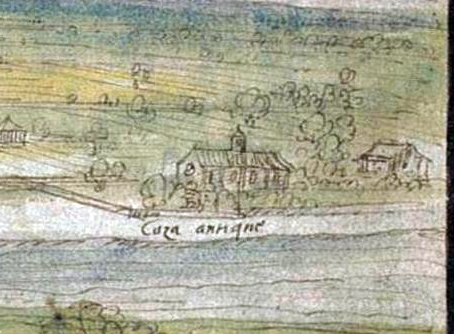
Fragment d'un dibuix de la ciutat de Lleida de 1563, obra del neerlandès A. van den Wijngaerde, on es veu representada la Casa Antiga de l'orde de l'Hospital.
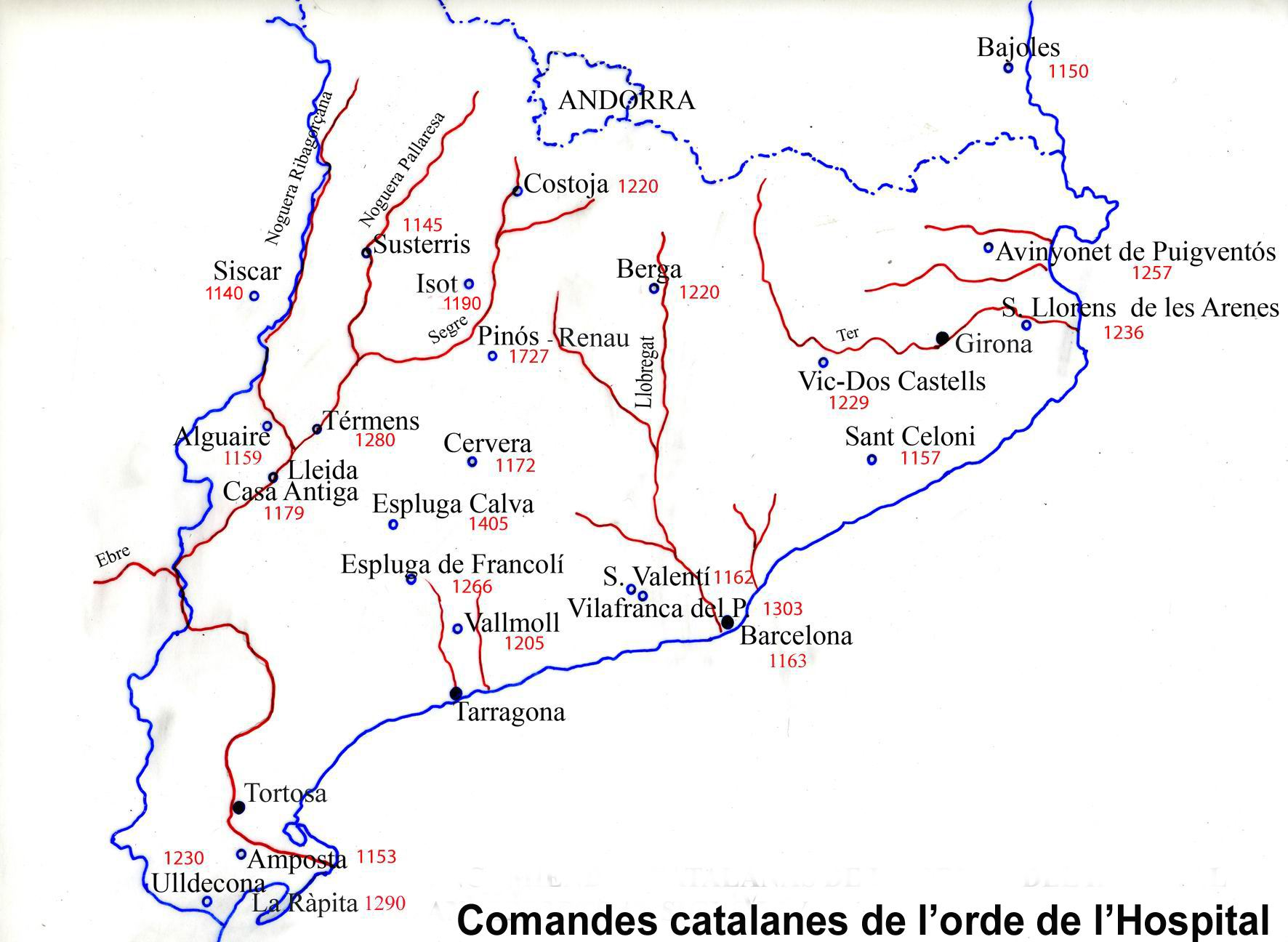
Mapa Comandes catalanes de l'Hospital (amb data de fundació).
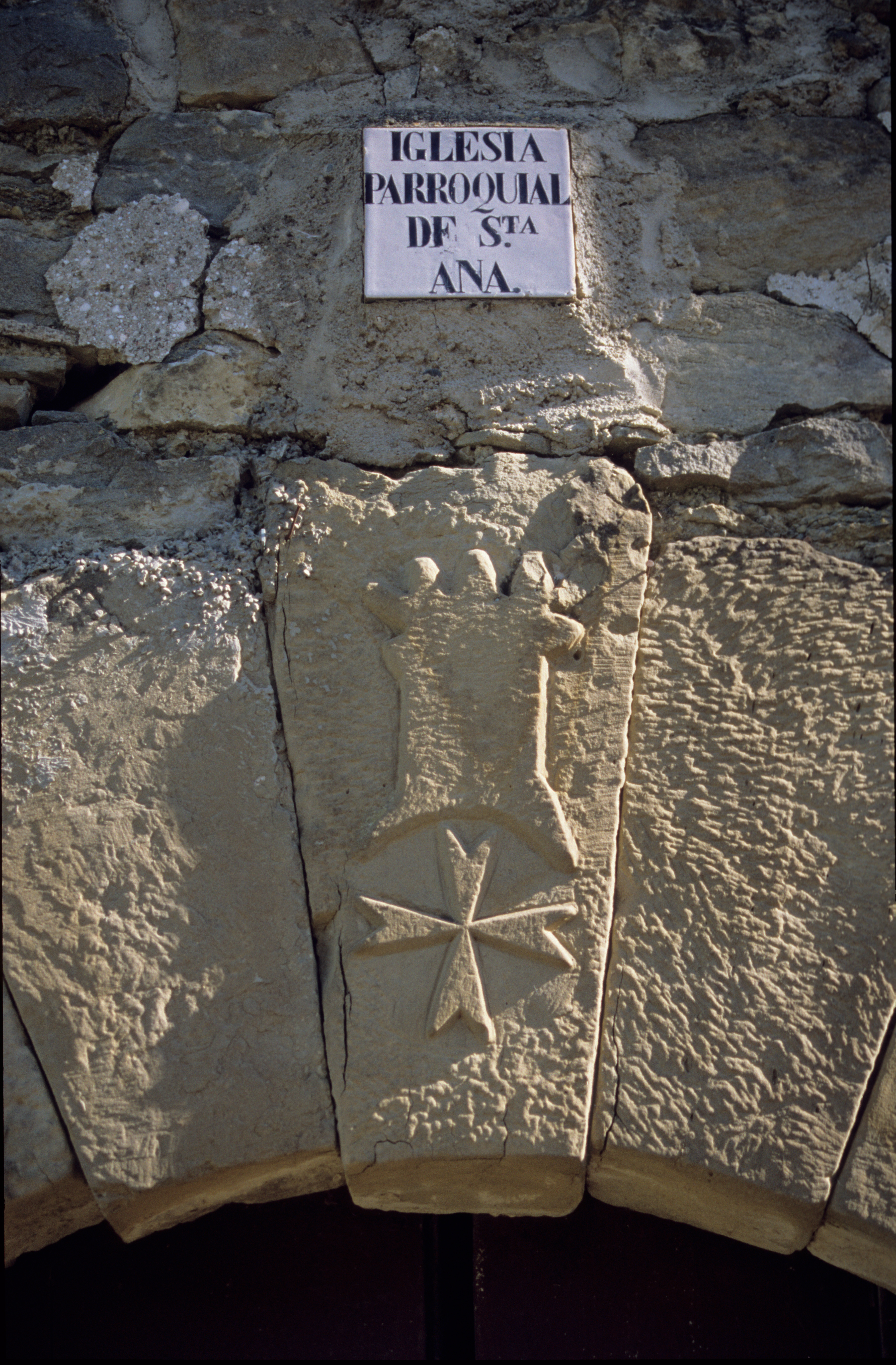
Santa Anna de Puigverd de Talarn (Pallars Jussà, Lleida). Dovella de la porta amb la creu de l'Hospital.

### Llista de comanadors de la Casa Antiga de Lleida[15]
- Pelegrí, 1175
- Pere, 1187-1189
- Esteve de Fileta, 1202-1207
- Bertran Amill, 1210-1211
- Pere de Torres, 1212-1213
- Bertran Amill, 1220-1225
- Bertran de Linyola, 1227
- Ramon d'Alsamora, 1230
- Arnau d'Espallargues, 1250
- Pere de Bosch, 1254
- Domenge López, 1255-1257
- Guillem de Santamaria, 1261
- Bernat Vices, 1266
- Martí de Banyeres, 1268
- Arnau de Ribelles, 1274
- Jaume de Vilaregut, 1280
- Pere Miquel, 1283
- Bernat de Pavia, 1295
- Pere Ferrer, 1305
- Arnau de Cervera, 1306-1311
- Berenguer de Flassà, 1332-1333
- Anton Ferrera, 1334
- Mateu Llonch, 1343-1345
- Martí de Tagamanent, 1356
- Pere de Vilafranca, 1366
- Pere Dezpomer, 1391-1406
- Guillem de Guimerà, 1408-1432